# Frederik van Pruisen (1794-1863)

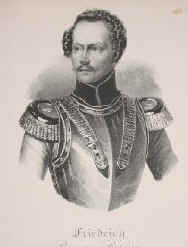
Prins Frederik (1838)

Frederik Willem Lodewijk (Berlijn, 30 oktober 1794 — aldaar, 27 juli 1863), Prins van Pruisen, was de oudste zoon van Louis van Pruisen en van Frederika (1778-1841), dochter van Karel II van Mecklenburg-Strelitz, en dus een kleinzoon van koning Frederik Willem II.
Frederik maakte de Bevrijdingsoorlogen mee en werd was Pruisisch generaal van de cavalerie en hoofd van het kurassiersregiment in Düsseldorf, waar hij resideerde en van welke stad hij ereburger werd. Hij was geïnteresseerd in kunst en een goed tekenaar. Vanwege zijn interesse in de Middeleeuwen, die hij deelde met zijn neef Frederik Willem IV, kocht hij in 1823 de burcht Voitzberg, die hij omdoopte in Rheinstein. In 1843 was hij een van de stichters van de Mainzer Adelsverein, die de emigratie van Duitsers naar Texas tot doel had. In die staat werd de plaats Fredericksburg naar hem vernoemd.
Frederik was sinds 1817 gehuwd met Louise van Anhalt-Bernburg (1799-1882), een dochter van hertog Alexius Frederik Christiaan. Uit het huwelijk werden twee kinderen geboren: 
- Frederik Willem Lodewijk Alexander (1820-1896)
- Frederik Willem George Ernst (1826-1902).

Hoewel hun beide zonen tot hoge leeftijd leefden, trouwden geen van beiden en kregen geen kinderen.